# 甘い生活の登場人物
甘い生活の登場人物（あまいせいかつのとうじょうじんぶつ）は弓月光による漫画 『甘い生活』に登場する人物について述べる。
年齢は初登場時のもの。30巻までで作中においておよそ2年の年月が流れているため、年齢の相関関係には、ずれがある場合がある。実在する組織・役職などが数多く登場するが、フィクションであり登場人物は全て架空の人物のため、実在の人物などとは関係がない。

## 主要登場人物
江戸 伸介（えど しんすけ）
本作の主人公でランジェリーデザイナー。初登場時21歳で、3流の私立代々木大学文学部3年。ピクシーの地下10階の資料課で3年間バイトを続けていたところを、会長の元に届くはずであったズロースの誤送（後述）をきっかけとして会長に才能を見出されてピクシーに入社。入社後は大学には通っておらず、卒業もせず休学している（しかし、34巻LIFE407では、三流大中退男と述べているので退学した可能性がある）。
入社前から趣味でランジェリーを制作するほど、ランジェリーを心から愛しており、ランジェリーに対しては無二の才能を誇る。ランジェリーの制作は、作る相手の体を触ることによってインスピレーションを受け創造へと繋がっているため、アメリカ上陸の際は外国人の体型を理解するためのマーサの計らいによって、国家安全保障局による触りのライセンスを与えられている。彼の手には下着を愛するが故の人智を超えた能力が携わっており、服の上から触っただけで、0.1ミリ単位のスリーサイズ、付けている下着の種類・サイズ・乳首の位置から左右のバストサイズの差まで正確に分かる。また、このタッチは下着に対する愛で満ち溢れているため、触れられた女性に極度の性的快感を与える。このため、端から見れば明らかな痴漢行為であったとしても、触られている本人は彼の手の虜となり更に接触を求めることとなる。そして彼の作る下着は彼の手の延長線上であり、身につけることによってあたかも伸介の手に触れられているかの様な快感をもたらす。このため、彼のデザインした下着は大ヒットを収めることとなり、ピクシー初となる個人ブランド『EDO』（当初は『Ed』という表記を使用）を持つまでに至る。なおこの能力はニューハーフと言う未知との接触によって一時期失われることとなったが、ニューハーフを理解したことによってより強力になって復活している。妊婦に触った際にはお腹の中の子供が三つ子であることを感知し、ついには妊娠2、3週間の変化を感じ取るようになる。このような才能の持ち主のため、その気になればすぐにやり手のプレイボーイになることも可能だが、本人は全くと言っていいほど性的なことには興味がなく、あくまで興味があるのは下着だけである。また「性交」=「責任を取って結婚」という古風な考えの持ち主であるため、決して女性と肉体関係を持とうとはしない。こうした性格のため、弓香をやきもきさせることが多いが、少なくとも弓香は彼の中で別格ではある。性欲だけではなく他者（特に女性）に対して悪感情を持つこともなく、祟りをなしていた揚巻が触れることが出来なかったという一歩間違えれば聖人レベルの邪気のなさまである（その代わり霊感の類は一切ない）。テレビを見てもすぐに出演する女性の下着のことが気になってしまうため、そもそもテレビを見ようとせず、ロックスターであるドミナやアメリカ大統領のブライトンに会って「あなたは誰ですか？」と聞く程の世間知らずであることも、下着以外にはまるで無頓着なことを物語っている。
実家は東京から電車で5時間、群馬県の絹の名産地である上州元山で織物問屋「江戸屋」を営んでいる。父の蒸発により(伸介が生まれた際、全ての重圧から逃れるため)、母と4人の姉という女だらけの中でかなりぞんざいに扱われる。それにより神経性の下痢を起こすほか、歪んだ性教育を受けて育っている。母・姉の命令・言い付けに対しては忠実で、8歳の頃から炊事裁縫やマッサージなどをやらされている（本人いわく、縫うことなら15年選手でマッサージもプロ級）。幼馴染の英一途からは、イメージとして「シンデレラ」のように見られていた。そんな扱いでありながら家中で唯一の男ということで江戸家の総領として立てられ、いざというときのために合気道を習わされており、これまた本人に自覚はないが玄人といえる腕前を持っている。あくまで護身が目的なので試合などでは反則になるような危険な技も使う。
現在は功績が認められ、ピクシー内では契約社員扱いのながらも部長待遇を受けている。給料ではなく歩合制の収入であるが、そもそも彼のデザインした下着の売れ行きが凄まじいために会長より収入が多くなるのにさほど時間はかからず、5巻でも月収1200万円だが、この時まで給与が銀行振り込みになっているのに気づいておらず、支度金としてもらった金（100万円）と送られてきたクレジットカード（ゴールドカード）を使っていた。10巻で貯金1億円突破、20巻でも貯金15億円超、25巻ではさらに23億円に達し、30巻の時点で年収50億円以上（うちピクシーからは20億ほど）、2ndシーズン7巻ではついに総資産1000億円を突破するに至る。美也に完璧な資産運用を任せ、ボルネイのノーマ王女から無税の油田をもらったため、現在もさらに増え続けている。本人は意識していない上、下着以外にはまるで無頓着なため、ほとんど使うことなく預金残高が増えていっているが、逆に下着のためとあれば10億円であっても数百億円であっても即決で使う。本人いわく「100万円あれば8ヶ月は暮らせる」生活レベルで暮らしており、家に対しても「雨露がしのげればいい」ため、学生時代から住んでいる北落合の寿荘というぼろアパートに長くいた。だが、アメリカン・タイムズによる私生活の取材を受けるにあたり、周りの人間によって半ば強制的に高級マンションを購入させられている。マンション購入後も北落合に帰っていたようだが、下着制作に没頭し昇造のペントハウスに泊まり込むことが多い。働きすぎを心配する弓香や美也の指示でマンションに帰るようにもなった。
会長秘書の弓香とは一応恋仲ではあるが、自身が美人であり才女でもある弓香と対等に付き合えると思っていないため、積極的にアタックできずにいる。まして、マジックハンドがあるから周りの評価を得ているという自覚もあるため「自分には何も無い」とある意味卑下している。大統領夫妻からは「お互いが天才すぎて臆病になっている」と評されている。江戸自身もマジックハンド以外で自信を持つ事ができたら弓香と向き合えるかもしれないと語っている。しかし、全ての下着のイメージは、マジックハンドがあってこそなのも確かで、マネキンは現在でも弓香の体を基本にしている。

若宮 弓香（わかみや ゆみか）
本作のメインヒロイン。会長の第二秘書（初登場時）で、後に江戸付秘書に人事異動。伸介より4つ年上で初登場時25歳。誕生日は5月11日。そこらのモデルよりは見事なプロポーション（8巻時でB:86.3／W:59.1／H:87.4）の上、正しく下着を着こなすため、伸介にとっての理想の体型であり、このことによって伸介の目にとまり、彼の手の初の犠牲者(?)となる。伸介はこの弓香のスタイルに惚れ込んでおり、伸介の下着は基本的には弓香のための物であり、試作品や完成品1号の多くは弓香用に作られる。会長の指示もあり彼の仕事を常に間近で見続け、その才能と仕事に対する姿勢に惚れ込む。その惚れ込みようは尋常ではなく伸介のためにと、呪いのコルセットの犠牲になったり、ストリップの勉強までしているほどである。奥手の極みとも言える伸介に対して自分から肉体関係を迫ることが多々あるがいつも失敗に終わっている。ニュースキャスターの和泉亜紀が江戸に結婚前提の交際を迫った際、美也と共に盗聴していたが、江戸自身が「これ（マジックハンド）がないと、釣り合いが取れない」と苦しそうに心境を吐露したことに「そんな事ない」と即否定できず、さらに一緒にいた美也にも「つらいとこよね～」と見破られていた。だが、そういったことを乗り越え弓香自身も江戸が自ら追いかけたくなるような「いい女」になるように頑張るとSeason1最終話のLIFE486で決意に至る。
20代後半の大人ではあるものの17歳の少女からも「かわいい」と言われるような性格であり、「お高くとまっている」と見られがちな秘書という立場でありながら、社内のOL達からも好かれている。こうした彼女の性格のため、伸介の才能に惚れ込んだ女性であっても「弓香を泣かせないために」と身を引くことが多い。
誰もが認める美人な上、伸介のせいで何度も下着姿でのメディア出演をしている他、女優としてもデビュー直前までいっており、さらにはアメリカ大統領の結婚式に参加したために結構な有名人になっており、サインをねだられたりマスコミに追われるようなことも体験している。特に結婚式参加以降は世界的にも有名になってしまい、彼女の情報を集めたディスクがアングラサイトにおいて800$で売られるまでに至っている。ついには秘書マニアサイトの世界秘書ランキングで1位を獲得し、これに怒り狂った青江が挑戦状を叩きつけたことで秘書対決が行われることになった。常識外の伸介との行動が多いせいで、非常識な失敗も多く目立つが、元々は優秀な秘書であり、英語と仏語は堪能、独語と伊語もたしなむ。また、和服の着付けができ、料理も上手である一方で裁縫は苦手で、自動車の運転は国際免許を持っているが下手。昇造曰く、「片づけ魔」で掃除と整頓が大好き。寿荘時代の伸介の部屋や、汚部屋と化した沙枝の部屋を見た際には当人を追い出して掃除に熱中していた。おっちょこちょいな面もあるが、能力的には素晴らしく優秀な人材であるはずの自身を「ただの秘書」「しがないサラリーマン」などととても低く評価しており、そのため女優としてもスキンクエストの引抜きにおいても辞退してしまう。さらに、自分のことを「江戸さんの付録」とか「河野さんの様に江戸に役立つ事ができない」などネガティブ思考に陥っている。
パーマをかけても頑固にはねるため、前髪の髪型は変えられない。岡田常務所有の女王様のコスプレも似合い、自分にしつこく付きまとう赤沢を責めるなど無自覚ながらサディストの一面もある。メイド服を澪から着用を求められ怒るが深堀所蔵のコスチュームでは喜んで着替える。スクール水着やブルマも着用するなど、実はコスプレに関心を持っている。「多少ヘンな人には免疫がある」と青江恵子に話したが、美也に「江戸さん筆頭にヘンなのだらけ」と呼ばれており、美也を超えるヘンな行動をする女性のトップになってしまっている。
ピクシー社にその容姿を気に入られて入社したことがコンプレックスになっている一方、エンジニアとして伸介のサポートを行っている美也を非常に羨ましく思っている。
当初、江戸のサポートをしつつも会長秘書業務を担当していたが、LIFE485で会長第2秘書から江戸の秘書として正式に異動していたことが明らかになっている。

日野 昇造（ひの しょうぞう）
ピクシー及び日昇グループ会長。日本にまともなブラジャーを作れる人がいないような時代に、20代で渡米してマーサの元へ弟子入りし下着作りを学んで来た日本ランジェリー界の先駆者であり、伸介には及ばないながらも、下着の天才と認められていた手作り下着の職人であった。蛍堂（ピクシーの旧称）でランジェリーメーカーとして成功を収め、事業拡大により日昇グループを日本有数の企業グループまで育て上げた。かつて自分が作ったグレタ・ガルボ用のズロースに対する伸介の評価を聞き、彼の下着に対する才能を見出しピクシーに入社させ、以降彼を導き大成させた人物。亡き妻によく似た弓香を娘のように可愛がっており、伸介との仲を進展させるために協力することも多い。途中、役員会の造反により日昇グループの会長を下ろされるが、ピクシー社の商標と全株式の40%を個人所有しており、西新井のピクシー初代工場跡地で日昇から独立と言う形でピクシー社を継続し社長につく。後に洋造と和解し、元の鞘に納まる。かなりの高齢だが、伸介の下着によって催淫状態となったOL達を見て11年振りに勃起し、それ以降も時々使用可能になっており、千登世との間に子供をもうけることとなる。
美也からは「江戸さん以外には怖い人」と評されており、実際に社長の洋造や他の役員・部長といった幹部には怒鳴り散らしていることが多く、ワンマン経営者的な一面がある。しかし、職人でありながらも経営者としても一流であるため、財界からも一目置かれている。
伸介のことは、優秀なデザイナーとしてだけではなく、「江戸がいれば、ほかは何も要らない」と評するほど可愛がっており、よほどのことがない限りにおいては、行動を黙認・援護をしている。伸介の痴漢冤罪事件の時も「また何かしようとすれば、ワシ自らが叩き潰す」と記者会見で宣戦布告とも取れるような宣言をしたほど（冤罪を仕掛けた張本人である三田村とその恋人で弁護士の吉永に対してと思われる）。

河野 美也（こうの みや）
計算課に所属する東大卒の22歳。誕生日は12月20日。日本人離れした見事なヒップラインで、ピクシーのCMモデルに選ばれて以来、積極的に伸介たちに関わり続け、今ではチームの頼れるエンジニアとしてメンバーに定着している。
実家が営む秋葉原の電器店「デンキノアナ」の末娘である（屋上で一人暮らししている）ためか、幅広いジャンルのオタクであり、特にコンピュータとサバイバルには造詣が深く、弓香に「OLを辞めてもスパイとして食べていける」と言わしめている。実際に伸介が買ったマンションの部屋のカードキーを無断複製して伸介の部屋に入るなど、下手をすると予備罪になることもお手の物。
ハッカーとしての腕も相当なもので、「ピクシー社内のデータなら全て分かる」と豪語するが決して過言ではなく、それどころかアメリカの国防ネットにも侵入しており、その腕を買われ国防総省でハッキング防止システムの開発に携わる。在学時の就職活動でオタク受けする会社からは一通り内定を取っていたが、これに眉をひそめた父親から「少しは普通の暮らしもしておけ」と言われてピクシーに就職した。ピクシーを選んだのは都内の企業ではシステムセキュリティが「一番まし」だったから。また、その理数系能力を活かし、伸介の会計士も務め、税金対策会社の経営及び伸介の資産運用も行っており原油・株式でかなりの利益を上げている。これらの活動は全て好意で行っており、江戸から手数料以上の金は取っていない。あくまで、自身の才覚で投資など行っており、その際の自己資金との同時投資による収益を得ているに過ぎず、原油取引で、自身は「50万ドル儲けた」と述べているが、江戸の資産が増大するにつれて利益率が損を上回り「何をやっても利益が出る状態」になっていることには食傷気味。栄養士免許は持っているものの、料理は苦手。
合理主義者で、幽霊や不可思議な事象は苦手。弓香から「幽霊とか怖くないでしょ」と言われた際にも「訳のわからないものは怖い」と述べており、弓香の呪いのコルセットも「怖かった」と語っている。
自由奔放な性格で常識に縛られず、自らをスキモノと言うほど欲望に正直でしょっちゅう伸介に迫ったりイタズラを仕掛けては弓香に制裁されるのがお約束となっている。だが、美也本人は弓香のことも気に入っているらしく、自分の才能を活かし彼女のために裏方として働くことも多くなり、江戸をモノにしようとする行動は自然と皆無になった。どちらかというと「マジックハンド」で触られるので満足しており、江戸が感謝を表すための抱擁だけの快感でも十分楽しんでいる。その際の感想は江戸のことを「この悪魔」「これだけでも何でも(江戸のために)しようと思う」と評している。ちなみに性の目覚めは登り棒。
性格を買われて参加した生理用ショーツ開発プロジェクトの際に実際に生理の状況を伸介に見せたり、姉のいる前で伸介を襲おうとするなど、羞恥心が希薄。昇造が日昇グループを離れた際は、昇造を慕い日昇を辞めてピクシーへとやって来た。その後再びピクシーが日昇傘下に戻った際に計算課には戻らず、独立したEDO部門に所属することとなる。速水の水着開発の際に、伸介の水着にカーボンナノチューブを利用して改良を加えたぬるぬる水着を考案。榎本里果の依頼した安眠機能付きナイティ開発の際にも、縦糸に組み込んだポリプロピレンの数珠糸を呼吸動作と体温で動かすための動力ユニットの基盤作成を担当している。
2ndシーズンでは、お針子問題で「新工場設立」を提案。現在は、新工場用の新しい製造システムを考案中（伸介の作品を製造するにあたって、製造システムを「解っていない」と要求できないから）。

千登世（ちとせ）／日野（旧姓：宇田）美登里（ひの／うだ みどり）
神楽坂の料亭幸喜の芸者。昇造の愛人で、彼を昇様と呼ぶ。昔気質の芸者であり、昇造に操を立てており、自分が日陰の身であることを言い聞かせるために自宅に霧絵の写真を飾る。そうした芸者として正しい姿勢が昇造の心を物にすることとなった。料亭に置いても皆から姐さんと慕われる姉御肌で、弓香の良き相談相手。7年の付き合いののち、さすがに昇造の年で子供が出来るとは思っていなかったために、避妊を怠り昇造の子供を身ごもり、無事に入籍、伸介に妊婦用の下着を依頼する。病院ガイドブックを参考にして、星野病院へ通院。後に娘・鞠絵を出産。昇造の孫娘・巴から「おばあちゃま」と呼ばれるのを止めてくれと言うも「他に呼び方が無い」と言われ、「じじいと結婚するとこうなること」を失念していた。

## 江戸家
群馬県の絹の名産地である上州元山で織物問屋「江戸屋」を営んでいる。美也の見立てに拠れば実家の土地だけでも5億円はあると見られているが、バイパス道路が通ってからはそちらに作られた店舗に客を取られ、町全体がさびれており、経営は厳しい状況。
母に姉が四人という女系家族。姉たちは伸介を完全に見下しており、彼がデザイナーとして成功していることも全く信じておらず、収入を聞いた途端に金を要求しようとした。痴漢冤罪事件の際にも「赤城山が噴火してもありえない」と別の意味で冤罪を保証しており、姉たちは弟のことをある意味人間とも見ていない。
江戸 伸代（えど のぶよ）
伸介の母。名前はセカンドシーズン12巻にて判明。
テレビでの伸介の行動を見て怒りのあまり上京してくる。しかし、弓香達に説得され伸介の作った下着を着用することによって息子の才能を理解し、下着作りを続けることを許す。ただし、大学の休学は許したものの必ず卒業するように命じた。伸介の生まれたその日に夫が蒸発したショックのため、その恨みなどの「負の感情」が伸介に向けられて育児放棄、暴力を使わないまでも虐待を行っていた。父親のいない環境で育てたせいか、伸介には思春期の自慰も認めないような歪んだ性教育を行っていた（朝立ちを姉たちにからかわれて射精してしまった際にも一方的に伸介が悪いと決め付けた）。
意外にもある程度の分別は持っており、伸介の成功を知った娘達が伸介にたかろうとしたのを「みっともない」と叱責している。デザイナーとして成功していながら、自分の前では一向にびくびくするだけの伸介を頼りなく思っていたが、弓香や昇造の指摘、そして揚巻に取りつかれて伸介に優しい言葉をかけた際に「伸介が自分に対して何一つ期待していないこと」を思い知り、自分の教育が良くも悪くも今の伸介を作りだしたと自覚し、最終的に江戸家の女たちでただ一人伸介を認めた。
江戸 美鳥（えど みどり）
伸介の姉でおそらく長女。黒髪。母と共に東京の伸介の元に乗り込み、無理矢理伸介の下着を着させられたためその良さは一応理解しており、姉妹の中で唯一伸介の下着を使用している。だが、下着を着けた時点ではなく、その後すれ違いざまに他人と接触したことでようやく腰砕けになるほど感度は悪い。伸介の年収を知り、その金をブティックの開業資金に当てるよう迫っており、何だかんだで弟のことは認めていない模様。
江戸 八千代（えど やちよ）
伸介の姉でおそらく次女。黒髪のボブカット。和服姿で店に出て働いている。伸介の年収を知った姉妹の中で唯一、「土蔵の修繕」という自分だけのことではない頼みごとをしているが、弟のことは金以外認めていない。セカンドシーズン12巻にて、双葉によってEDOを体験した際の描写から、猫好き。EDOのファッションショーでは同席した若宮俊一と目が合った際に赤面していた。
江戸 百合枝（ゆりえ）
伸介の姉でおそらく三女。美也が伸介を襲おうとするのをビデオカメラで撮る。伸介の年収を知り、ファッション修行に外国へ行くための費用を要求した。アメリカに留学しており、一時帰国した際に姉妹の中では最後にEDOを経験した。
江戸 和泉（いずみ）
伸介の姉でおそらく四女。伸介の年収を知り、誕生日祝いに1億円を渡すよう迫っており、四姉妹の中でも俗っぽい性格で一際がめつい。
江戸 伸彦（えど のぶひこ）
伸介の父親で婿養子。作品開始当初は、伸介から亡くなっていたと紹介されていたが、実際は跡取り息子が生まれないことにプレッシャーを感じていたため、伸介の誕生によって重責から解放され、伸介が生まれたその日に蒸発し、消息はおろか生死も不明。名前のみの登場で作中の登場はない(伸介の母の回想シーンでおぼろげながら出たのみ)。伸介が母と姉たちによって現在の人格を形成することになった最大の元凶。
志乃田 徳二郎（しのだ とくじろう）
通称徳さん。江戸屋の番頭で、伸介を坊ちゃんと呼ぶ。夫の蒸発のせいで育児放棄した母親に代わり伸介を育てた。
そのキャラクターは「エリート狂走曲」はじめとした作者の他作品にも登場したもの。つむじの部分にあるアホ毛が×やハートなど感情表現を行う。

## 若宮家
若宮 やすはる（わかみや -）
弓香の父で天保製薬部長。娘が可愛いが故、伸介との交際に強く反対する。これは自身が収入の多寡が判断基準なサラリーマンであるのと、伸介の在籍する大学から入社した新卒社員の程度の低さが先入観となっており、弓香から伸介の収入を聞いた際には仰天している。
後に伸介を手中に収めようとしたスキン・クエスト社の裏工作によってロサンゼルスにあるアメリカ支社に支社長として転属。太田原の直属の上司となる。弓香の親であるため、ブライトン大統領の結婚式に招待される。
若宮 真弓（わかみや まゆみ）
弓香の母。伸介が土産に持ってきた下着を着て彼の才能を理解し、父親とは逆に娘と伸介の仲を応援する。夫の転属に従いアメリカへ渡る。弓香の親であるため、ブライトン大統領の結婚式に招待される。
若宮 俊一（わかみや しゅんいち）
弓香の弟。初登場時は大学生。後に父同様スキン・クエスト社の裏工作によってマサチューセッツ工科大学に研究留学に奨学金付きで招待される。

## 日野家
日野 洋造（ひの ようぞう）
昇造の五男。昇造とは異なり、あくまで経営者であって職人ではなく下着を作ることはできない。このため伸介とはそりが合わず、彼を快く思っていない。社内クーデターを起こし、父である会長を解任するも、昇造が再興した西新井の工場での売上が、日昇グループとは連結していないことから株価は下落。側近らから代表訴訟によって解任されかねないとの進言により、昇造との会談を設け、その際、昇造から「社長職を退け」とまで言われ反発するが、巴の帰国によりうやむやのうちに和解し元の鞘に戻っている。
兄が四人いるが、うち一人は亡くなっており、他三人の兄たちも日昇グループが総合商社とはいえ下着屋が母体であることを嫌って逃げるように独立していったため、洋造がなし崩し的に継いだ経緯がある。
日野 希美子（ひの きみこ）
洋造の妻。巴に送られた伸介の下着をサイズ違いにも関わらず着用し、その才能を肌で感じ、以降巴の伸介に対する恋を応援する。
日野 巴（ひの ともえ）
洋造の一人娘で初登場時17歳。髪型はツーテール。格闘技マニアで格闘家ヴィック・アルターの世界統一ファンクラブ会長であり、自身も空手三段の腕前を誇り飛行機の中でハイジャック犯を倒している。ジュネーヴに留学（これも格闘家に会いたいがため）していたが、昇造との和解および伸介の引き抜きのために洋造に呼び戻されて帰国。日本での性教育を受ける前に、すでに性教育の終わっているジュネーブへと留学したため、昇造曰く伸介と同じ性知識欠乏症で、また男の下着を縫うのが趣味という、伸介の女版。実際彼女の作った下着を付けた伸介は勃起することとなった。伸介との接触によって性に目覚めて彼に興味を持ち、彼を知るために弟子入りする。ピクシーの社長令嬢ながら、父や祖父の顔が浮かんで嫌との理由でピクシーの下着を付けずにいたが、彼のフィッティングを受けた女性達と彼の仕事に対する態度を見て、伸介の下着を付けることを決意し、結果彼に惚れることとなる。将来的にピクシーを継ぐことを希望。昇造と洋造の和解成立後は留学先に戻るが、昇造に子供が出来たことを聞き、再び帰国。スリーサイズはB:85／W:58.5／H:86。
2ndシーズンでエドブランドを子会社化する為、社長に就任する予定。当初は拒否するも江戸のマジックハンドで快感に酔いしれてるうちにどうでもよくなり受諾した。
日野 霧絵（ひの きりえ）
昇造の妻。30年前に他界している。遺影は弓香に非常に似ており、弓香がピクシーに採用された一因。

## 日昇グループ
ピクシーを母体として、43の企業を傘下に持つまでに成長した一大企業グループ。傘下には観光業もあり、日昇グループ系列のホテル・旅館がよく登場する。

### ピクシー
蛍堂を前身とし昇造によって設立された下着メーカー。日昇グループの母体となった企業だが、現在では日昇本社の下着部門でしかない。洋造の社内クーデター時には商標を持っていた昇造の手によって日昇から一時独立。ただし、この際社員は新設された下着部門社員として日昇に残っており、会社組織としては全く別もの。昇造は30年前に閉鎖されたピクシー初代工場で働いていた、とうに引退している針子達を25人集めることによって事業を再開する。後に昇造と洋造の和解によって再び日昇グループ傘下となる。
木原 優子（きはら ゆうこ）
総務のベテラン社員。女性社員に対する下着支給に先頭に立って反対していたが、伸介に用意された彼女にぴったりの下着を着用したことによって立場を逆転した。ピクシーのCMモデルにも立候補し、選ばれている。
2ndシーズンでは、出世を遂げて総務課長になっているが、EDO独立に際しては事務職として移籍することを明言している。
森山 美和（もりやま みわ）
会長の第一秘書で秘書課の課長であり、弓香の上司にあたる。既婚者。32歳。
矢木沢 晴子（やぎさわ はるこ）
総務に所属。完全な既製品スタイルのためピクシーのCMモデルに選ばれた。
前島 沙織（まえじま さおり）
庶務に所属。バストとウエストラインの美しさからピクシーのCMモデルに選ばれた。
水島 真理（みずしま まり）
チーフデザイナー。フランスのエタンジュ社より社長が引き抜いた。当初は伸介と対立しコンペを競う相手となったが、伸介の才能を認めてからは心強い味方となる。
ピクシーの分離独立の際は日昇に残留しているものの、長期休暇を取って伸介達に協力しており、ショー全般のプロデュース・広報を担当した。
2年間彼氏がいない。
2ndシーズンでエドブランドが一般作品へのプレッシャーのため、売上不振に陥ってる観点からエドの独立（あくまでグループ内での子会社化）を提案する。
岡本（おかもと）
開発部に所属。水島に伸介の作った下着を着せるために、偽エタンジュをデザインする。
吉岡（よしおか）
伸介が資料課でアルバイトしていた頃の上司であり、良き相談相手。35年前、今の会長にその才能を買われ入社。性的なことに鈍く、下着の才能を持った伸介のような男だったが、色気の勉強のはずのストリップで目覚めてしまい、その後まともな下着が作れなくなってしまった。会長解任の際には「ずっとピクシーにいたい」との理由より日昇を辞め、新生ピクシーに移る。その後は、地下の流通センターも担当しているようだが、正式にはエドブランドの工場長に就任している。
名前は「呪いのコルセット編」では「安岡」と呼ばれている。
2ndシーズンでお針子の高齢化を懸念し、これが新社屋を作るきっかけとなった。
ルイ・マルゴー
ピクシーパリ社員。フランスでの伸介と弓香の案内役。日本語が堪能。
江ノ本（えのもと）
日昇グループから追い出された昇造のため、再び針子としてピクシーに戻って来た1人。彼女たち元お針子は現役時に昇造が割り当てた社員株を今も所有しており、現在は年に1000万円ほどの配当が出ているため、正直な話「今更働く必要」はなく、ピクシーに復帰したのも「針仕事が好きだから」である。
渡辺 ふみ（わたなべ -）、細川 梅（ほそかわ うめ）
日昇グループから追い出された昇造のため、再び針子としてピクシーに戻って来た人達の一員。スーパーモデルを呼んでいる発表会において下着製作の実演を行う。
2ndシーズンで細川は心筋梗塞で倒れる。外科の名医がいたため、術後も良好だが生産ノルマがあるといって退院しようとしていたのを江戸によって「その後のこと」のためにとめられる。
笹原（ささはら）
開発部部長。
関根（せきね）
宣伝部部長。
阿川（あがわ）
部長。ドミナ来日時に衣装紛失を報告する。
春日 双葉（かすが ふたば）
EDOブランドが新たに採用したデザイナー。小柄な体格に比して見事な巨乳の持ち主。当時は三王寺保育園に新米保育士として務めていたが、子供たちからは（特に男児から）胸ばかりが注目され、完全に友達扱いされていた。姉がEDOブランドのデザイナーオーディションに応募したため、面接に同行してきただけだったのだが、自らの巨乳のため自作のブラジャーを着用していたことから、下着には目ざとい伸介の目に留まり採用された。
採用後は立花小夜のテニスウェアを伸介と競作したりしており、小夜からの評価も悪くはなく、下着作りにそれなりの才能を持っている様子を窺わせる（ただ伸介と比べると遠く及ばない）。後にアメリカに渡った際にマーサに気に入られ、デザイナーとしての修業のため、スキンクエスト社に出向する。
2ndシーズンで帰国するが、見事にアメリカナイズされていた。向こうで造った作品の評価は「出来は良いがやりすぎ」自身のコンプレックスを払拭することも含めて制作を繰り返した結果、オリジナルの作品だと自己顕示欲が暴走気味になる。伸介同様に量産品は効果が薄まってイイカンジになるため、「着ける女性にささやかな自身を与える下着」と昇造にも認められる。揚巻の頼みによる鹿谷のアセモ対策（実際には繊維過敏）の下着や、速水潤のためのやせる下着などを担当し、失敗しながらも成長していく。
小泉 真琴（こいずみ まこと）
EDO新社屋に作られた「お針子学校」の生徒。その技術は江戸の目に留まるレベルでショー用の製作スタッフとして抜擢される。青巫女・炎樹の名を持つコスチュームプレイヤーでメイク時と素顔では同一人物と判別できない。

### その他の日昇グループ
安田（やすだ）
新宿ニッショーホテルスイートフロア長。伸介と美也が泥酔してホテルに泊まった際に、部屋まで彼等を運んだ。
岡田（おかだ）
日昇本社の常務。入社したときから弓香に目を付けており、クーデターにより会長秘書を離れた弓香を早速自分の秘書とする。スケベとして有名で、実際に会社内の自分の部屋に隠しベッドルームを持っている。弓香のデコピンによってマゾヒズムに目覚め、弓香に女王様になることを懇願する。
坂井 則子（さかい のりこ）
日昇エージェンシィに所属する、ピクシーのCM関連のスタイリスト。
池上 菊（いけがみ きく）
日昇グループ直営保養所「彩雲庵」の女将。母親である桃（もも）は螢堂時代の営業担当で、当時の売り上げの1割近くを叩き出したほどのやり手であり、話を聞いた美也に「マジックハンドのない江戸」と例えられた。恩義を感じていた会長によって退職後は保養所の女将になった。
娘である彼女自身はごく普通に結婚したが亭主がDVに走ったことで離婚。会長に庇護されて母の後を継いだ。元亭主は数度に渡って押しかけた結果、現在は収監されている。

## 天保製薬
弓香の父が務める製薬会社。生理用品には後発の会社であったため、ピクシーとの共同開発に参加する。
太田原 宏（おおたわら ひろし）
天保製薬第五開発室主任で新薬開発に当たっていた。初登場時27歳。慶応大学の薬学で博士号を取得している。年収は約1千万円。肉体関係はなかったものの、弓香とは2年の付き合いになる彼氏であり、もてるにもかかわらず浮気一つせず弓香一筋で通してきていたが、伸介の登場により弓香に振られることとなる。ピクシーと天保製薬と共同の生理用ショーツ開発プロジェクトのために、ピクシーに派遣されてくる。その後、生理用ショーツ開発に携わっていたことから、同様の製品をアメリカでスキン・クエストと開発するためロサンゼルスに異動となる。
片岡 恵子（かたおか けいこ）
天保製薬第五開発室室長。太田原の上司。
テオ・スコット
弓香の父の一時帰国に会わせ、北米支社から日本に出向してきた社員。カルフォルニア出身。美男子で口も巧いが、秘書マニアでオタクでバイセクシャル。秘書サイトで有名になっている弓香に案内を頼んで口説き、その後[新宿二丁目へ行く。

## 芸能界関係者
ドミナ
世界的なロック歌手。コックニー訛りで、作中では英語が関西弁で表記されている（日本語はまったく出来ない）。日昇グループを冠スポンサーとしたコンサートのために来日。衣装紛失をきっかけとして伸介がデザインを担当することになるが、そのための採寸によって伸介の虜となる。
2ndシーズンにて、新会社立ち上げのショーに音楽担当として名乗りを上げるが、音楽性から「保留」とされる。それを知らずにツアー中にローラのオフィスまで押し掛け、ピクシーで弓香から理由を聞かされると、それまで作ったことのないバラードに挑戦すると言いだす。
ラウル・トーマス
ドミナ専属の世界的なデザイナー。伸介のデザインした衣装を見て、デザイナーの勉強をしにニューヨークへ来るようスカウトする。
芝田（しばた）
深夜番組「キワモノナイト」のディレクターで、倉元の知人。倉元の紹介をうけ、伸介を番組に出演させる。
結城 ヒロ（ゆうき）
売り出し中で、オリコン2位を獲得する程の人気アイドル。「キワモノナイト」撮影中のスタジオに入り込み、伸介も次の出演者と勘違いしたため、その手の犠牲となる。
伊勢原（いせはら）
「キワモノナイト」司会担当の女性。番組中に伸介の手の犠牲となる。
小倉（おぐら）
TV-NOVAの編成局長。
菊池 裕（きくち ひろし）
女性系CMならどこも使いたがる若手No.1カメラマン。その撮影は視姦とまでいわれ、伸介の手のような快楽を与える。そのため、気付くとモデルは無意識のうちに脱いでしまっている。ピクシーの新作発表会で弓香に目を付け、ヌード撮影を依頼する。写真のためには手段を選ばず、断る弓香に搦め手で迫って来る。最終的には弓香のヌード写真の撮影に持ちこんだが、結局伸介の下着を着用したとき以上の表情を、自ら引き出すことはできず、しぶしぶ負けを認める。
自分の能力にはかなりの自信を持っているが反面気分屋でもあり、己の美意識にそぐわない（曰く、色気も何もない）写真は撮る気が無いし、他人の力で出た色気を写した写真は自身の作品とは認めない。そのため、伸介の下着を着用した状態での弓香の写真は、ネガごと自ら処分した。
負けは認めたものの兜を脱ぐ気はないようで、後に鳩司綾子の件で伸介に助力を求めた時も、嫌々と言った態度だった。
持田（もちだ）
スーパーモデル達と共に伸介が生出演した番組の司会。つまずいた伸介を助けようとしてその手の餌食になる。
前園 摩利（まえぞの まり）
菊池の手によるヌード写真集を発売。
市川 恵美（いちかわ えみ）
深夜番組でおなじみのお色気タレント。普段からショーツストッキングを使い捨てしており、下着を着用していない。
佐倉 澪（さくら みお）
実力派女優。36歳。17年前のデビュー時にピクシーのCMガールを務めていた関係から、昇造とは旧知の仲であり、彼を昇ちゃんと呼ぶ。年齢による肉体の衰えを実感し、その為に動くのにも不自由する程の矯正下着を着用していた。伸介の噂を聞き下着を依頼して来る。
非常にワガママな性格で自分が主役でないと気が済まない上、機嫌を損ねると部屋に閉じこもって出てこなくなる。この性格は年々酷くなっており、栄養失調寸前まで閉じこもったこともある。また、機械音痴で携帯電話もまともに使えない。
演技力が高く、女王役を演じて怒ればその場に居る人間は思わずひれ伏すほどだが、本気で怒ったときは意味不明の金切り声を上げる。映画で共演することになった弓香を「ヘタクソと共演するくらいならちゃんと教えた方がいい」との理由から内弟子にとり指導する。
2ndシーズンで、新会社発表会の新作ランジェリーショーモデルのオーディションにも出場し、見事選抜される。
江口 夢子（えぐち ゆめこ）
澪の住み込みの付き人。そばかすがあり、普段はメガネをかけている。元々ミーハーな性格だったが、部屋に閉じこもった澪を表に出すために天岩戸のアメノウズメ役として伸介に触りまくられて快楽を味わい、伸介に惚れる。
戸川 昌彦（とがわ まさひこ）
映画監督。新作「苦い生活」に女優として出演するよう、佐倉の家の前で弓香をスカウト。
野辺地（のべち）
映画プロデューサー。戸川と共に澪に映画の出演依頼にくる。
深見 恭助（ふかみ きょうすけ）
銀幕のスタアであり、女性の性感帯を見つけるのが得意で、女性を悦ばせるのが趣味と言うコマシ俳優。「苦い生活」での弓香の相手役となる。96年度日本アカデミー男優賞受賞。
飯島（いいじま）
SFX助監督。伸介の貞操帯を外すため澪の家へ呼ばれるが、先端技術の結晶で開けられずに終わる。

## 安政大学付属病院
桂 千波（かつら ちなみ）
下着マニアの准看護師。幼稚園のときからずっと制服で、就職しても白衣のため、おしゃれの趣味が下着に集中。駅で下着を着こなしている彼女を見て、伸介は無意識のうちに福島県の温泉まで彼女を追いかけてしまい、彼女からインスピレーションを受けハイティーン用の下着の作成に取りかかる。非常に感じやすく、伸介に少しさわられただけで気絶してしまう。人間ドックで入院してきた昇造の担当看護師となる。昔から下着をたくさん持っているというだけで求婚する悪癖があり、伸介にも求婚。「江戸さんの周りにはヘンな人が多い」と呼ばれて美也から「あんたに言われたくない」と言われるくらい下着だけに関心があるヘンな人。
2ndシーズンで、入院した細川を見舞いにきた伸介と再会し、ここぞとばかりにまとわりつく。新社屋に併設する診療所の話を聞くと、鈴原とともに移行することを希望する。
安田
昇造の担当医師。
鈴原 明子（すずはら めいこ）
心筋梗塞で倒れた細川の執刀医。名医として知られる心臓外科医で、特に縫合術が超一流。病院のパンフレットに載っている縫合写真を見てその実力に惚れ込んだ江戸から、エドブランドのお針子にスカウトされるが、さすがにそれは問題なので新社屋に併設する診療所を、千波と共にお願いすることとなったが、EDOの社員は存外に元気で普段は他院の雇われ執刀医をしている。
江戸とは逆に手先の器用な人間に外科医になることを勧める悪癖がある。

## スポーツ選手
立花 小夜（たちばな さよ）
初登場時は、翌年にプロテニスデビューを控えた17歳。FカップとGカップの間という巨乳となってしまったため、特注のスポーツブラを伸介に依頼する。レズビアンで弓香に一目惚れしたため、伸介を敵視する。その後、伸介の開発したテニスウェアを着用し、ピクシーメモリアルカップでデビュー。デビュー戦で準々決勝まで進む快挙をなす。後にATPランキングで世界43位に。35巻時点ではWTAランキングで世界39位となっているほか、ウィンブルドン選手権では女子シングルスで準決勝まで進出した。
2ndシーズンで、新会社発表会の新作ランジェリーショーモデルのオーディションにも出場し、見事選抜される。
佐々木（ささき）
プロテニスコーチ。水島を通し伸介に立花のスポーツブラを依頼。
速水 潤（はやみ じゅん）
五輪候補の水泳選手で18歳。200m自由形日本記録保持者で、オリンピックの有力な金メダル候補であるが水泳は単に子供のころからやっているというだけで熱意は低く、アスリートとしての意識も低い年頃の女の子。おしゃれが難しいために、スイマーの体型を理由に練習を嫌がる面がある。美也のアレンジした伸介の水着で非公式ながら世界新記録をマーク。その後美也の改良を加えた伸介の水着でオリンピックに出場し、世界記録で金メダルを獲得。
2ndシーズンでは、EDO謹製（美也仕様）の水着に規制が入り、引退してスポーツキャスターに転向していたが、泳ぐ気が失せたせいで食事の分の運動をせず、アスリートからはほど遠い肥満に陥った。ふたたび伸介たちに「泳ぐ気になる水着」を注文した際、弓香や美也、初美による徹底した食事管理をされることになり、ようやく体型が戻り始めた。
藤原 夏子（ふじわら なつこ）
日水連副理事。立花のテニスウェアによる成功と自身の伸介の下着の体験から、伸介に泳ぐのが楽しくなる水着を速水のために作ることを依頼する。
星野（ほしの）
五輪強化コーチ。練習を真面目にやらない速水に頭を悩ませる。美也アレンジによる水着はさすがに抵抗したが、美也の言いくるめと速水本人の希望には勝てなかった。
2ndシーズンになっても、子供っぽさが抜けない速水に相変わらず振り回され、鬼コーチとして速水を管理する。
ダイアナ・セクソン
世界ランキング1位のプロテニスプレーヤー。全米オープン準決勝で小夜と対戦した。伸介と双葉のデザインしたテニスウェアを着用した小夜を凌ぐ実力を持ち、試合後にピクシーに注目し、自らも伸介にテニスウェア制作を希望した。

## モデル関係者
アマンダ・イネス
アメリカ在住で、フランスにも別宅を持つスーパーモデル。伸介に偶然触れられたことによって虜となり、契約料の半分を必要なだけの下着をくれるという条件に替えてモデルになることを了承。
2ndシーズンで、新会社発表会の新作ランジェリーショーモデルのオーディションにも出場し、見事選抜される。
シリウス ／ アデル・ミューラー
年齢・国籍・経歴不詳のながら、素晴らしいスタイル（身長:184 B:88.3／W:59／H:89）を誇り、ナンバーワンに君臨するスーパーモデル、シリウス。その正体は17歳のアデル・ミューラー。普段はコンタクトレンズやウィッグで変装して、自分がシリウスであることは隠したが、そのスタイルの同一性によって伸介に見破られる。自身がストリートチルドレンだったが故、その莫大な稼ぎを使い、チンピラになるしかないストリートチルドレンのために施設を作っている。
2ndシーズンで、新会社発表会の新作ランジェリーショーモデルのオーディションにも出場し、見事選抜される。
ジャン・マリー
アデルのことが好きなストリートチルドレン。彼女が考えられないような高額所得を得ていることから売春をしていると思い込み、彼女の世話にならず自立するためにと強盗やスリといった犯罪に手を染めようとする。
モニカ・ラング
29歳。スーパーモデルとしては潮時と噂され、本人も体の線に自信をなくしていたが、伸介の下着を付けることによって見事な復活を果たす。既婚者でリサという娘がいるが、リサの会話から前夫との子供の模様。機械音痴で自分のホームページどころかメールのチェックも滞り気味。
2ndシーズンで、新会社発表会の新作ランジェリーショーモデルのオーディションにも出場し、見事選抜される。ショーのための3Dデータスキャン目的で再来日した際に、現在付き合っている彼氏（F1レーサーのロレンツォ・アローザ）の子を妊娠していたことが発覚する。
リサ
モニカの娘で、日本のアニメが好き。母との契約のため自宅に訪れた伸介と仲良くなる。母と共に来日し、妖精に扮してピクシーのCMに出演。彼女の何気ない一言によって、工場での新作発表会が行われることとなる。
2ndシーズンで、ひょんなことから和泉亜紀の娘・芽衣とネットで知り合い、英語や日本語を教え合いつつ、伸介繋がりで互いの母親に関しての相談事を行うようになる。
アネット
クチュリエでの弓香のためのミニファッションショーで出てきたモデル。豊胸手術をしていたため、彼女に触った伸介に蕁麻疹が現れることとなったが、そのことによってモデルにとっての体型の重要さを伸介に認識させる。
ガンビーニ
ブランド「アディア」のデザイナー。モニカとシリウスを使ったファッションショーで伸介がスリを働いたジャンを捕まえたため、ショーをめちゃくちゃにされる。
シャイア・グレース
ファッション誌「ヴァルガス」の名物編集長。アパレル業界に厳然たる影響力をもつ“女帝”。パッと見は伸介の母親に似ているが、ラーメンなど日本の大衆食を好む気さくな人物。
合衆国大統領夫人のローラからの要請で新作ランジェリーショーの総指揮を執る事を受諾。元々、伸介の才能に惚れ込んでいたとの事で、夫人の要請がなくてもお手伝いしたかったとのこと。
セシリア・アルメイダ
16歳。ブラジル出身の修道女見習いだが、師匠である教母の方針でモデルとして活動もしている。シャイアからは目をかけられており、モデルとしてまだ伸びしろがあると評される。新会社発表会の新作ランジェリーショーモデルのオーディションにて、その見事なヒップラインが伸介の目に止まることとなった。10代半ばだけあってまだまだ成長期で、ショーのための3Dデータスキャン目的で再来日した時は、身長が177から180に伸びている。

## ブルーオイスター
新宿二丁目で有名なゲイバー。
うらら
ニューハーフ。菊池の紹介によって伸介にオーダーメイドの下着を依頼するが、彼女との握手によって伸介は一時期その能力を失うこととなる。豊胸手術と1番下の肋骨を1組除去（くびれたウエストのため）することによって男とは思えないプロポーション（B:89／W:61／H:88）を持つ。陰嚢は除去しているが陰茎はまだ残っている。彼女を女として触る伸介の手によって「女の喜び」を体感し以後伸介に襲いかかろうとする。後の巴の男性器研究に協力(この時はなぜか陰嚢が再生している)。小さいときから女の格好をしており、「ノンケの初物喰い」（同性愛に興味のない人間を襲うこと）が趣味。愛車はブガッティで麻布に在住。
ナオミ
美也に似た顔を持つニューハーフ。胸はジェルタイプのパッドを埋め込み、300万かけて大きくしている。陰嚢は除去しているが陰茎はまだ残っている。

## アメリカン・タイムズ
世界的に有名な情報誌。
ソフィア・ハンター
アメリカン・タイムズの記者で、ステラの双子の姉。シリウスから伸介の話を聞き、「ランジェリーの魔術師」の取材にやって来る。日本語は堪能だが、語学留学で神戸大に来ていたため関西弁になる。「からだが締め付けられるのが気持ち悪い」と下着を付けない主義で、寒いときはストッキングをガーターベルトで固定、生理のときはパンティライナー付きのストッキングと徹底している。このため、「帰国までに下着を着用するようになっているかどうか」で弓香と賭けをすることになる。事前情報で伸介の手と下着の危険性を得ていたため、客観的な取材ができるようにとインタビューの取材が終了するまでかたくなに触れようとしない。しかし伸介のストッキングをはくステラを見て我慢できなくなり同じくストッキングを依頼。そしてそのための採寸で伸介の力を知り、彼の下着を着用することとなり、完成したストッキングによって完全に伸介の作品の虜となる。伸介のアメリカ滞在中はステラと共に伸介と行動を一緒にする。
2ndシーズンでは、ローラのもとに押し掛けたドミナに密着し、行動をともにする。
ステラ・ハンター
アメリカン・タイムズのカメラマンで、ソフィアの双子の妹。姉と一緒に取材のため来日した。双子のため、下着に対するポリシー、関西弁などソフィアと共通する部分が多い。しかしカメラマンであるため、普段から重い物を持っているから筋肉のつき方が違う。この体格の違いによって、サングラスとウィッグで双子であることを隠し続けた上でソフィアに変装したにも関わらずすぐに伸介に見破られてしまう。姉同様伸介とその下着に対しては接触を拒んでいたが、姉よりも好奇心旺盛で、積極的な性格のため、目の前での伸介の弓香と美也に対するお触りを見て魅入られてしまい、伸介とその下着に対する興味を押さえきれなくなる。そのため下着を付けない彼女達のために伸介がストッキングを作る際には足の採寸を了承し、伸介の手に触れられ快感のあまり失禁することとなる。この体験によって伸介の才を知り以降、下着も着用するようになる。伸介のアメリカ滞在中はソフィアと共に伸介と行動を一緒にする。
2ndシーズンでは、姉とともにドミナに密着し、行動をともにする。
編集長
名前は不明。頭頂が禿げていて体は毛深い。取材の結果「インチキ物かハードコア物としかとれないような記事になりそう」と悩むソフィアに、「君がそんな物は書かないことは知っている」と発破をかける。

## スキン・クエスト
ニューヨークに本社を持つ世界最大のランジェリーメーカー。デザインセンターはハリウッド、リサーチセンターはシカゴ、製造工場は南部にある。外国から輸入される格安下着との競合を避け高級ブランドとしてのクオリティを維持するため、マーサのこだわりにより人件費などがかさむのを承知でアメリカ国内に製造拠点を置き続けている。
マーサ・ハンター
スキン・クエストの社長。下着職人をはじめた時には伸介と同じ様な評価をされていた。ただし、女にスリルを与える伸介の下着とは異なり、女を安心させる、女による女のための下着を作る。昇造が20代のときから既に、彼女の会社は下着メーカーとして有名になっており、渡米した昇造が彼女の元に弟子入りしている。お互い若く互いの才能を認め合った2人は互いに恋心を抱いていたが、昇造にはすでに日本に婚約者がおり、結ばれることなく別れた。
ソフィア・ステラの双子姉妹の祖母であり、発売前のソフィアの記事を読み、伸介をヘッドハンティングするために来日する。当初は孫達が伸介に惚れているのを見抜き、どちらかと結婚させることで引き込もうとしたが、伸介にとっての弓香の存在の大きさを見抜き、弓香を懐柔することによって伸介を引き込む作戦に出る。だが、その思惑とは別に伸介自らがスキン・クエストの下着を補修したのを見て、アメリカに招く。その後、まるでモルモットのように伸介の力を分析しようとしていたことで、追いかけてきた弓香の激しい怒りを買ってしまい、素直に謝罪した。伸介がローラの下着を作成した後、伸介デザインの下着を「ローラ」シリーズとしてスキン・クエストで販売することにし、伸介と契約を結んだ。
スキン・クエスト60周年記念イベントで伸介たちをふたたび招いた際、同行していた双葉の素質に目を付け、自らのもとで修行させることにした。
2ndシーズンで、EDO独立の重要性を理解し、新会社発表会の新作ランジェリーショーを世界に配信させるため、伸介達に協力する。
ジョアン・ラッセル
デザインセンターに所属するデザイン主査。学者タイプで伸介の下着及び手の科学的調査を行う。また伸介の精液を採集しようとする。

## アメリカ合衆国
ロバート・エリオット中佐
カルフォルニア州軍。伸介救出のため美也が行ったアメリカ合衆国危機管理ネットワークへの不法侵入の調査のため、伸介達の身柄を拘束しに来る。
ロジャー・ブライトン
現職のアメリカ大統領であり、近年初めての独身大統領。伸介を軍隊を使って拉致し、ローラの下着を作ることを依頼する。世界最高の権力者のはずであるが、作中では伸介（もしくは美也やブレット）が何か問題を起こす度に、伸介をかばうローラにいいように使われている有様である。
ローラ・ハートリー
ロジャーの婚約者。32歳。テキサス出身。実家は大牧場で、非常に快活で魅力的な女性だが、いかにもカウガールというおてんばな性格。だがロジャーへの愛は本物。伸介による「大人しく動くのが好きになる下着」で結婚式に臨み、マークを納得させた。伸介と弓香を気に入ったため、結婚後は夫婦生活を盾に取って大統領を恐喝し、伸介の危機を2度救っている。
2ndシーズンで、盲腸炎で入院した伸介を見舞いにきた際、伸介に採寸されたことで妊娠が発覚する。その後は夫ロジャーの心配をよそに、EDO新会社発表会の新作ランジェリーショーを、自ら大々的に主導する。
マーク・プラマー
大統領首席補佐官。いかにもなインテリであり、奔放なローラがあまり好きではない。また伸介は生理的に嫌い。しかし頭はいい人間で伸介の才を目の当たりにし、その才能はきちんと認めている。見た目は若い徳さん。
ブレット・アトキンソン
国防総省ナンバーワンのプログラミングの天才。美也と組めばどんなネットワークにも侵入できる。美也の招待状で同伴して大統領の結婚式に参加。国防総省での共同作業の中で美也に惚れ、美也が帰国した際に彼女を追っかけて日本にまでやってくる。美也と結ばれることによって童貞を卒業。もの凄い早漏だがすぐに回復し、回数をこなせる。酷い遠視のため、顔が歪むほどの強い眼鏡をかけており普段は締まらない顔をしているが、メガネを外すと非常に凛々しい目をしている。
伸介のために自身が開発し軍に収めた衛星探査スキャンソフトを提供してスパイ罪に問われるが、ローラの計らいにより伸介以外が使えなくすることを条件として事なきを得ている。また、美也の誘惑に負けてNASA開発の軍事用最先端素材のカーボンナノチューブを、軍のコンピュータから「本物の命令書」を将軍名義で偽造することによって軍経由で取り寄せた。この際はばれることを念頭に置き、アメリカ軍のコンピュータに時限式ワームを仕掛け美也を守ろうとした。この件もローラのおかげでことなきを得たが、防衛システム見直しのため、緊急送還されることとなった。その後、祖国への奉仕が疎かになることを恐れたウィンストンの謀略で多額の借金を背負うが、美也の協力により逆襲、逆にウィンストンの介入をなしにするに至る。
2ndシーズンで、NSAに泣きつかれたローラにより美也との結婚をセッティングされそうになるが、その思惑とは別に自らの意思で再来日。美也と離れたくないがために、EDO新会社の発表会の新作ランジェリーショーにコンピュータ方面で協力し、高度な3Dホログラム映像のリアルタイム描写を完成させる。
ボイド少将
国家安全保障局所属。国への奉仕を放り出し日本に来ているブレッドに早めに帰国するように注意を与えに来る。その際マスコミに囲まれて動けない伸介達に外交官ナンバーの車を貸し与える。その後、ブレットによる軍事用ソフトの不法ダウンロードによって伸介達をスパイ罪で拘束しに現れる。
フォード中将
極東軍司令官。カーボンナノチューブの件で伸介達を在日米軍司令部に拘束。ブレットの時限ワームによる緊急事態で大統領にホットラインを繋ぐ。
クライン中佐
在日米軍司令部で、フォードに変わり、ローラの電話を伸介に取り次ぐ。所有していたハヤブサを美也に無断使用される。
ウィンストン
アメリカ国家安全保障局の局員。ブレットの上司で、ブレットが美也と結婚して日本に行こうとするのを阻止すべく謀略を巡らすが、逆襲された末に上司からも注意を受ける。
キャンディス・サマーズ
横田基地所属の海兵隊員。階級は曹長で基地内では先任。シリウスたちスーパーモデルや公募モデル（極度に敏感な素人組）のガードと訓練役を請け負う。女性ながら軍人らしくマッチョ主義で江戸に対しては無理解と嫌悪感を丸出しにしていたが、シリウスたちにオモチャにされた挙句、EDO（幸用ブラの手直し品）の洗礼を受ける。

## 星野産婦人科病院
星野 静（ほしの しずか）
美也の幼馴染であり同じく東大に通った友人。産婦人科病院の令嬢で研修医として自宅の病院に勤務。病院内ではスタッフ・患者を問わず「お姫様」と呼ばれており、院内放送ですら「お姫様」を使用。父と同じく赤ちゃんと妊婦が大好きで、才能と言える程に子供から好かれる。究極の奥手とも言えるほど、性的なことには興味がなかったが、美也の企みによって登り棒で性に目覚め、伸介の下着を付けて性的に興奮すると抑圧されていた性欲が表に出て変貌するようになる。非常に敏感。伸介と同じ様な特殊な能力を手に持つが、彼女の場合は赤ちゃんと妊婦に対する慈愛に満ち足りて居るが故の能力のため、妊婦に対して安らぎと幸福感を与えることができる。伸介は母の包容とこの彼女の能力を体感することによって妊婦用下着の方向性を見出し、妊婦以外でも妊婦の感覚を体験できる下着を開発することとなる。また逆に、静は伸介に触れられることによって二重人格のようになっていた抑圧された性欲と普段の人格が混ざり合い、好きな人には積極的な普通の女の子になる。
2ndシーズンで、伸介がさわったことで妊娠の気配を得たローラやモニカの診察を担当した。
星野 裕太郎（ほしの ゆうたろう）
静の父で院長。死産寸前だった美也を取りあげた。初対面の弓香に「いい骨盤だ」と言っていきなり抱きつくようなセクハラ医師ではあるが、赤ちゃんと妊婦が大好きな性格が故であり、下手な総合病院よりも大きい程に病院は大繁盛している。現在の日本の出生率の低さを嘆いており、女性を見るととにかく子供を作らせたがる。病院の屋上に和風の豪邸を持つ。
星野 頼子（ほしの よりこ）
静の母で看護師。夫と同じく仕事を愛している。静が伸介からもらったブラジャーをサイズが合っていないのにもかかわらず無理矢理付けて壊してしまう。

## F・E・デュポン
FAR EAST  DUPONT社。ピクシーの大口取引先。
社長
本名不詳。自分の秘書である青江が秘書ランキングで弓香に敵対心を燃やしていることを知り、一緒にゴルフに出かけていた昇造と賭けをすることとなる。これをきっかけとして弓香と青江の秘書勝負が開催されることとなる。
青江 恵子（あおえ けいこ）
社長秘書。26歳。秘書ランキングで世界7位。「他人になめられるのが嫌い」な性格をしており、非常に短気かつ交戦的と悪い方向でプライドが高い。胸が小さいことにコンプレックスを持っている。弓香が上昇してくるまでは日本人で1位だったため、弓香に対して敵意を燃やし挑戦状を叩き付ける。縦ロールのウィッグを着用している。ヒンディー語を含めて12か国語を話せるなど多くの資格を持っており、自分の能力を磨くための投資は惜しまず、そんな自分にふさわしい立場を求めるなど上昇志向が強い。だが、そのためにそれ以外のことに関しては非常に倹約的で安アパートの家賃が滞るなど本末転倒な面もある。
弟の秦ノ助と甥（上の兄の子ということで2人は兄がいる）がオタクだったこともあって一方的な偏見も含めてオタクが嫌いで、自分が恥ずかしくなるからと弟に歯科大の受験を強要すると共に彼が作っていたフィギュアを徹底的に破壊し、自分を含めた胸の小さな女性に対するトラウマを刻み込ませた。深堀社長に成り行きで結婚を申し込まれダイアモンド指輪を返してもつき合わされるはめになる。しかし美也から「ツンデレ」と指摘される仲。
青江 秦ノ助（あおえ しんのすけ）
歯科大学生。青江恵子の弟。（おそらく）無資格で歯科技工士のアルバイトをしており、本職よりもうまい。かつては「秦ピョン」の別名を持つフィギュア名人で、マニアの間では1体あたり最低1千万円からの取引となる。高三のときに歯科大入学への受験勉強を強要する姉が制作中のフィギュアを何体も破壊したために創作意欲をなくし、6体しか世に出なかった。1体は博物館所蔵され、残りの5体の持ち主も億単位の金では手放さないマニアばかり。恵子は自分がたたき壊したフィギュアの価値を知った際には蒼ざめていた。
自分が作っていたフィギュアを恥ずかしいからという理由だけで破壊した姉のせいで、胸の小さな女性（姉も含めて）がトラウマにもなっているほど苦手。
被写体をプロ用デジタル一眼レフで撮影してイメージを固め、骨組みに盛り付けたファンドを削るという手順でフィギュア製作する。彼もまたある種の職人気質で、自分の納得のいかない形でのフィギュアの製作は拒むところがある。弓香と姉をモデルにしたフィギュアを製作した際には姉から「良いイメージ」を構築できず最後の仕上げに苦労した。
後に年間1億円でPIXYと契約し「弓香マネキン」を製作。この話を聞いた恵子は大学辞めてこっちに専念しろと言いだしたが、とりあえずは卒業してからということになった。完成・量産されたマネキンはGPS機能搭載されるまでに2体盗難に遭うが、倉本が購入したので取り戻された。

## IT企業
深堀 政志（ふかほり まさし）
A.J.S.O.によって指定された、秘書勝負で弓香と青江が秘書を務める相手。メガネをかけて太っていて長髪で女性と話すのが苦手、コミックマーケット、コスプレ、オンラインゲームが大好きというステレオタイプのオタク。このため、弓香達にも秘書業務中はコスプレする事を要求する。プログラマとしては非常に優秀で、自分で起業したビジネスソフト開発会社の社長。資金と経営力のために銀行から呼んだ専務に会社を乗っ取りかけられているが、本人はめんどくさいからどうでもいいと考えている（乗っ取られたら、また新しいソフト作って別の会社を起業するつもり）。
オンラインゲームでのハンドルネームは「もうむ88」。小さい胸が好きで、青江恵子が伝説のフィギュア原型師・秦ぴょんの姉と聞いて勢いでプロポーズするが断られる。その後、EDO一品物を着けた恵子に改めてプロポーズし、A.J.S.O.メンバーの指摘もあって食事に付き合って貰えたが、ググった情報で得た馴れないマナーに四苦八苦していた。レストランに乗り込んできた榎本里果の取材に困っていた青江を守ったことで4回に1回は誘いに応じて貰えるようになる。
沼田専務
資金と経営力のために銀行から呼ばれて来た役員で、見事その役割を果たし会社を成長させた。会社の乗っ取りを企てている。
ラジル・カーン
インドの提携会社の社長。彼もオタクであり、深堀とはオンラインゲーム仲間で、互いにハンドルネームで呼び合う。ハンドルネームは「ハリハリQ」。深堀とは違い巨乳好きで、そのせいで深堀と意見を違えることになってしまう。
チャンド
ラジルの友人であるマハラジャで、姪がラジルと婚約している。傘下にIT企業やゲーム会社などを多く抱える。彼もまたオタクであり、フィギュアコレクションが自慢。深堀とラジルが仲違いした時、二人の仲を取りなす条件として、弓香たちに伝説の原型師「秦ピョン」の捜索を依頼する。

## エンプラTV
在京キー局のテレビ局。チャンネルは9ch。局舎の形などはTBSに似ている。
榎本 里果（えのもと りか）
同局の局アナで報道担当。本来はかなりの美形顔なのだが、普段から取材の下準備等で根を詰めて徹夜してしまう癖があるほか、そうでなくても慢性の睡眠不足で、常に瞼が腫れぼったく、おまけに目の下に隈ができる状態になってしまっていた。局から弓香のマネキン盗難事件の取材を命じられ、取材を進めていくうちに伸介と出会う。とあるきっかけで伸介のマッサージを受けたことで睡眠不足が解消したため、伸介に自らが安眠できるナイティの開発を依頼した。
さらに自ら局の上司に掛け合い、ピクシー社内でのナイティの開発過程を密着取材しただけでなく、自らも製品開発に参加。その結果、新たに開発されたナイティ「EDOララバイ」のCMに起用された。
2ndシーズンで、盲腸炎で入院した伸介のお見舞いにきた際、ローラと知り合い、後に妊娠発覚したローラのインタビューを担当。その後、新会社発表会の新作ランジェリーショーのモデルのオーディションに出場し、見事選抜される。
和泉 亜紀（いずみ あき）
同局の看板ニュースキャスター。36歳で一人娘・芽衣がいるが、夫とは3年前に離婚しており、普段は娘を局内の託児所に預けている。里果がピクシー取材を進めていることが局内で話題となったことに加え、局内でたまたま芽衣が伸介と出会い、芽衣が伸介を気に入ったことから、伸介に関心を抱く。
その後昇造の策略で、伸介の処女作となったOL向け下着のリメイクである「EDOスタッフ」のCMに起用される。さらに芽衣の後押しもあり、伸介にド直球のアタックをかけるが、伸介から弓香一筋である気持ちを訥々と語られたことで、素直に身を引く。
2ndシーズンでは、フリーになっている。里果と同じくローラと知り合い、妊娠発覚したローラを取材する。芽衣の勧めで、新会社発表会の新作ランジェリーショーのモデルのオーディションに里果とともに出場し、見事選抜される。
和泉 芽衣（いずみ めい）
和泉亜紀の一人娘。美人である母親が自慢で、母親の仕事が大変であることを理解し、健気に支えている。局内でたまたま伸介と知り合った際、その手に父親のようなものを感じ、気に入る。亜紀の再婚相手として伸介を猛プッシュするが、伸介が弓香一筋である気持ちを聞いたことで、涙ながらにあきらめた。
2ndシーズンで、新会社発表会の新作ランジェリーショーのモデルのオーディションの記事を見て、亜紀に出場を勧める。その後、「ママのライバル」を独自に調査するうちに、ネットにあるモニカのサイトの隠しページのパスワードをあっさりと突破し、フェイスチャットで割り込んできたリサと伸介についての知識が共通だったことで、互いの母親に関しての相談事を行うようになる。

## 三王寺保育園
春日双葉がかつて保母として務めていた保育園。
園長
高齢の女性。双葉が保育士として子供にナメられすぎな有り様を嘆いていた。
2ndシーズンで、アメリカナイズされて自信を持った双葉と再会した時、「なによりです」と激励する。沙枝が辞める際は、守ってやれなかったことを謝罪し、新しい職場でも頑張れるよう気遣った。
工藤 沙枝（くどう さえ）
双葉の知り合いの保育士。男を惑わす美貌と高い保育能力を併せ持ち、子供を懐かせることにかけては一流。しかしその美貌のせいで母親たちとのトラブルが絶えず、休業して引きこもり状態になっていた。
新社屋の託児所担当としてふさわしいと双葉が紹介し、弓香が引き抜きにかかることになる。働く意欲が失せているため最初は断るが、弓香が色々な懐柔策を繰り出し、最終的にはEDOの下着を着用し、「EDOをつけて気持ちよくなっている女性が他人を攻撃する気になどならない」と諭され、ようやく前向きに検討。保育園を正式にやめ、EDOに移ることとなった。
由也の母
沙枝に理不尽な嫉妬をし、結託して沙枝をいじめていた母親たちのうちの一人。その結果、息子が登園拒否になるという自業自得に陥った。
息子の由也（よしや）は、沙枝も認めるほどのいい子だったらしい。

## 痴漢冤罪事件関係者
三田村 英子（みたむら えいこ）
伸介に電車内で痴漢されたとして狂言を仕組んだ張本人。しかし裁判の席上で痴漢の現場を再現するように迫られ実際に伸介に触られると、快感で崩れ落ちてしまった。裁判終了後、吉永に別の女がいることを察知したことで激怒し、今度は吉永に痴漢の疑いをかけて恨みを晴らす。
吉永 史明（よしなが ふみあき）
髭面の弁護士。英子とは恋人関係。事件ではこれを隠した上で、たまたま現場に居合わせた無関係な第三者を装って伸介に示談を持ちかけ、多額の金を支払わせようとするなど奸智に長けている。裁判終了後、英子の逆恨みにより逆に自身が痴漢の疑いをかけられ、美也の通報を受けたエンプラTVの面々の突撃取材により、ついに観念する。
久保 まゆ子（くぼ まゆこ）
女性弁護士。美也の大学時代の同級生で、本事件では伸介の弁護を担当。巧みな言葉で、相手を操ることに長けている。当初より本事件が狂言だと確信しており、むしろ裁判員制度のモデルケースとすることでより伸介に有利な展開になると踏んで、伸介の人脈を使い本来まだ正式な制度施行前であるにも関わらず裁判員による裁判に持ち込ませた。
大島（おおしま）
英子の側についたイケメンな検察で、久保とは顔見知り。伸介がアメリカ大統領夫妻の友人だとしても臆することはなく、アメリカで伸介が多数の女性を触っている時の映像（マーサの指令で、アメリカの女性の平均的な体型の調査をしていた時のもの）を出すなどして勝利を狙ったが、伸介がその時から国家安全保障局により守られている存在であることまでは調査が及ばなかった。
増子 弥生（ますこ やよい）
本事件での裁判長をつとめる女性。当然ながら公正な裁判をと毅然とした態度であったが、久保の巧みな話術で伸介の手を証拠品として扱わざるを得なくなり、自らの手で伸介の手を検分した結果やはり虜となり、証拠品としての有用性があると認めた。

## ボルネイ君主国
アラビア半島沖合にある島国。豊富な石油資源を持つ産油国で、その利益から国民には税金がない。狭い国土に油井がひしめいているため国内の七割は火気厳禁。
ウルド・アリダイ3世
ボルネイ国の国王。江戸に下着を作ってもらうことで、ノーマ王女にローラのようにおしとやかにして欲しいと願い、チャリティーオークションで江戸の下着を1000万ドルで落札した。しかし、そのオークションで江戸に触られ感じる弓香の姿を見て、自分の妻達がそのように喜ぶ姿を見たことがないのはなぜかと疑問を抱く。
その育ちから、他者に対しての羞恥心を持っておらず、弓香と美也が入浴している最中に全裸で入ってくるなど、よくいえば素直に、悪く言えば自身の立場に対する疑問や、外の世界への好奇心を持たずに育った人。王妃たちからも、「閨の技術は下手」と言われて男としてショックを受ける。
ノーマ
ウルド王の長女。大の飛行機マニアで、自室にはBf-109を展示している。愛機はGeeBeeの改良機。男の子のように育てられていたが、王子が生まれたとたん女らしくするよう言われたため、父王に反発するようになる。男に快楽を与えられることを男の支配下に入るようなことになると嫌悪している。そのため、伸介に下着を作ってもらうことを最初は徹底的に拒否していたが、意見をコロコロ変える父王に憤怒し考えを一転、伸介のフィッティングを受けたことで伸介の能力を理解した。伸介に下着を作ってもらったあと、演習場に湧いて出た油田を、丸ごと伸介に譲る。
2ndシーズンで、新会社発表会の新作ランジェリーショーのモデルのオーディションに出場、見事に選抜される。「夫以外の前で肌を見せてはいけない」と言う自国の宗教観によりまたもや父王に反対されるが、美也の機転で「肌を見せない下着ショー」が可能であることを知り、安堵した。
アイシャ
王妃の1人。王妃達の中でも発言力が強く、王に対しても容赦なく意見を述べる。

## 警視庁
小柳 剛士（こやなぎ たけし）
警視庁捜査三課の刑事。下着ドロの調査を切っ掛けに知り合った一途と交際中。柔道四段。真面目なガタブツで、勘違いから江戸に勝負を挑んだり、一途の部屋にドアを破壊して飛び込んだりと、なにかと思い込みが激しい。貧乳好き。
本山 圭子（もとやま けいこ）
警視庁科学捜査班の刑事。広域下着ドロ調査のために服役中の倉元から情報を引き出すべく、江戸達に協力を求める。捜査一課への配属を希望しており、手柄をほしがっている。腹筋がシックスパックになるほどに鍛え込んでおり、合気道の達人でもある。男性にはあまり免疫がない。

## 鳩司家
鳩司 綾子（はとつかさ あやこ）
旧華族の鳩司家の長子。父親の死後、困窮する実家の固定資産税の支払いのために、三条宗近の名で官能小説家として生計を立てている。また、官能小説家として活動する前から赤式部の名でBL同人作家として活動しており、その縁で美也とも顔見知りである。典型的な腐女子で男同士のカップリングにしか興味がなく、普通の恋愛に全く関心がないため、江戸の能力にも全く反応しない。
神谷稔彦（かみや としひこ）
三条宗近としての綾子の担当編集者で、綾子から思いを寄せられる。若干ホモの気があるも、それすら理解した綾子のアプローチに折れて結ばれた。
鳩司 清子（はとつかさ さやこ）
綾子の母。裕福な家に生まれ育ったため、経済感覚に乏しく、夫の没後もお茶に楽団を呼んだりするため、なにかと綾子やメイド長の秋津に叱られる。綾子が普通の恋愛に興味がないことを知り、このままでは跡継ぎができないと危惧して、伸介に（真っ当な意味で）男性に興味がもてるようにして欲しいと依頼するが、伸介はこれを下着作りの依頼と曲解し「座り仕事に適した機能性下着」を作ってきたため落胆する。
綾子の結婚に関しては家を立て直せる手腕を持つ人間との見合いを目論んでおり「分かりあうのは結婚してから」という感覚の持ち主（彼女自身亡夫への想いはある）。

## EDO新社屋予定地関連
JRから徒歩3分、国道沿いの好立地。昭和34年に昇造が社屋を建てるために購入した土地だが、揚巻の呪いのためにまったくの手つかずだった。
揚巻（あげまき）
EDO新社屋予定地に棲む幽霊。生前は吉原の遊女だったが、「手妻の揚巻」の二つ名をもち気に入らない客は本番をせずにやり過ごしていた。しかしとある大名に手妻がバレて手打ちとなる。予定地に立っていた寺に葬られていたが東京大空襲で焼失。戦後、事情を知らない業者に慰霊のためにあった塚を破壊されて以来、土地に近寄って荒らす者に「禿げる呪い」で祟っていた。
予定地に泊まり込んだ弓香たちと知り合い、弓香の身体で伸介の「手」を体験したことで成仏したが、程無く土地神として戻ってきた。その後は伸介の母に取りついて下着作りの協力をしたりなど、色々と手を貸している。
鹿谷 幸（かのや みゆき）
新社屋建設現場の社員寮担当主任。仕事柄アセモがひどかったため、揚巻からの依頼で双葉が専用のブラを制作したが、実は化学合成繊維へのアレルギーだったと判明したため失敗。双葉は自腹で高価なピーマ綿のブラに切り替えた。
揚巻によると代々大工を生業とする家系で彼女の先祖が贔屓の旦那だった。そのうえ、揚巻が亡くなった際には立派な仏壇を作ってくれたことに恩を感じていた。

## 艶川プランニング
伸介たちが新社屋の設備や内装一式の設計を依頼するために訪れた、設計事務所。
藤田 霞（ふじた かすみ）
艶川プランニング所属の見習い設計士で、艶川の助手。新社屋の設計依頼に訪れた伸介に設計を依頼される。小学生並みに小柄な体型だが、自身の個性と捉えてあざとく活用しており、実は普通に化粧やおしゃれもこなせる。ネットで伸介の噂を見た後興味本位から伸介に下着を依頼したが、小柄な体格すら色っぽく見せるオリジナル下着の快感のせいで設計に集中できず、なにかと苦労するはめになる。それからは伸介に惚れ込み、「建物の寿命まで責任を持つ」と宣言し、色々と信介達に協力する。
霊感も結構鋭く、新社屋予定地の土地神となった揚巻ともごく普通に付き合っているほか、双葉とは身長でシンパシーを感じている。
艶川（つやかわ）
艶川プランニングの代表。伸介達が新社屋の設計依頼に来た際弓香に一目惚れし、下心丸出しのアプローチを仕掛けてくる。勃起したモノの大きさは巨大だが、その性癖は岡田常務と同様のマゾヒズム持ち。

## 天竺園
株式会社「天竺グループ」のひとつである老人ホーム。EDO新社屋予定地から川ひとつ挟んだところに存在する。入園した老人が初美の料理によってみんな元気になることから、園は「天竺リサイクルセンター」と言われるようになる。入園した老人たち総出で開墾した畑は下手な本業より手入れが行き届いており、園で消費する食材の70%を自給している。
井上 初美（いのうえ はつみ）
天竺園に勤務する調理師。専門に修業した訳ではなく、普通に業者の食材や化学調味料も使うが調理と味付けのセンスは絶品で、一口目を口にしたら気が付いた時には完食しているほど旨い。EDO新社屋の社員食堂の係としてふさわしいと霞が紹介したが、当初は入園している老人たちの猛反対に遭う。しかし伸介が天竺グループごとTOBで買収する策を繰り出したり、信介が機能性下着をプレゼントしたりなどした甲斐もあり、園との掛け持ちでEDOを手伝うことを了承した。速水潤の依頼時には、やせるためのデトックスも兼ねた食事管理を担当し、インスタント麺をマズいと感じさせるほどのメニューを作り上げ、速水の体型復帰に貢献した。
中農 一行（なかの いっこう）
元・経団連会長であり、今も発言力の強い人物。引退してハワイに行く予定だったが、天竺園に変更した。昇造によると引退前より遥かに元気になっているとのこと。初美の料理のために園の周りの土地を買収した。伸介達が初美を引き抜く動きをいち早く察知し、伸介が初美を触ることを懸念したが、グループ丸ごとTOBをかけるという大胆な動きや伸介自身の人柄を、昇造から聞いたことで誤解を解いた。

## その他
吉岡 奈津子（よしおか なつこ）
吉岡の妻でストリッパー。10年間、毎週手作りの舞台衣装を送り続けられて結婚。吉岡の案により弓香にストリップを教える。
倉本 義春（くらもと よしはる）
下着コレクター。年齢は33巻時点で43歳。使用済下着にしか興味のない下着泥棒で、盗んだ下着を着ることも好む。下着を盗む際は新品の同じ下着を置いていく。その下着に対する執念はもの凄く、弓香曰く「歪んだ江戸さん」。非常に裕福であり、2000万円もする、16世紀カトリーヌ・ド・メディチの呪いのコルセットを所持していた。テレビ局のディレクターに伸介を紹介し深夜番組に出させる。窃盗に遭った「弓香マネキン」2体を裏オークションで1億2千万円で落札したことで、盗品等有償譲受け罪によって逮捕された。書類送検程度の処分で済むと思われていたが、下着泥棒の余罪が発覚し再逮捕。証拠物品の確認として野球場に陳列された盗品コレクションには、弓香宅、あまつさえ重セキュリティを誇る美也宅からも盗み出した下着があり、当人達を驚愕させた。
マルゴット神父
極東地区枢機卿補佐、エクソシスト。呪いのコルセットをお祓いするため、倉本に呼ばれて来るが、コルセットを身につけた弓香の魅力にやられて海綿体断裂となり病院送りとなる。
楊（やん）
黄帝酒家の店主。日頃は年寄りの客ばかりで加減しているが、秘蔵の食材まで繰り出して仕込むと死人でも勃つ程の強精薬膳料理を出す。11巻で再登場。この際には体力回復を目的とした薬膳を出した。
ヴィック・アルター
格闘家。巴が彼の世界統一ファンクラブ会長を務める。
赤沢 美幸
幼稚園時代からの弓香の幼馴染でエステティックサロン赤沢を営むエステティシャン。弓香のことが大好きで、弓香の体を崇拝。また何でも弓香の物を取りたがる。学校も中高大と同じで、弓香と同じ大学に通うために学力偏差値18の差まで克服するなど、変な意味で努力家。女の子を触るのが巧く、さらに弓香の性感帯は熟知している。彼女の技術から伸介は全身を覆うパンストの着想を得る。快感の閾値が高く、伸介の手だけ下着だけは感じることができない。実は小さいときから不特定多数の男にセクハラ被害を受け続け、そのトラウマから男が大嫌い。
2ndシーズンで、新会社発表会の新作ランジェリーショーの噂を聞き、弓香の行きつけのフィットネスジムに先回りして夜間限定のエステのバイトとして採用されていた。
加瀬 浩二
弓香が高校の時に自転車のかごで交換日記をしていた相手。しかし、赤沢が弓香の筆跡を真似て奪い取った。
全日本秘書協会東京部長、副部長
ともに女性で、クー・クラックス・クランの物に似た黒色の頭巾をかぶり、素顔を隠した状態で弓香と青江の前に登場。2人の秘書対決を知り、協会として対決の場所を提供する。協会の略称はA.J.S.O.。一流企業だけではなく大臣クラスの政治家秘書もメンバーにおり、その気になれば大抵のことに便宜を図ることが可能。
英 一途（はなぶさ いちず）
江戸の幼馴染。小学生の頃に江戸と結婚の約束をしたことがあり、江戸のファーストキスの相手でもある。現在はとあるデパートのランジェリー売り場の店員で、その膨大な下着の知識から、ピクシーの下着販売実績1位を獲得し、ピクシーから表彰を受けた際に江戸と再会した。小さい胸にコンプレックスを抱いている。現在は下着ドロの被害にあった際に知り合った小柳刑事と交際中。
2ndシーズンではピクシーのアンテナショップに出向派遣されている。
穂積 史行（ほづみ ふみゆき）
倉本の犯行を真似た模倣犯。もっとも、倉本よりは幾分か健全で職人である伸介の下着と着ける人が揃って生じる「美」には素直に感激していた。本業はデイトレーダーで資産は20億円を超える（下着趣味さえなければ、この5倍は稼げたらしい）。本山刑事に逮捕されるが同時にプロポーズしてきたため、出所した後スーパーセレブになって世間を味方につける形で結婚することを目指して自首した。